# 執印氏
執印（しゅういん）とは、役職名から起こる氏であり、朝廷下賜（かし）の金印『八幡宮印』を預かり管理する職で、「権執印」・「大検校」・「千儀」と並んで、新田八幡宮社家の1家である。

## 歴史
惟宗康友が文治年中に執印初代として禁裏御直支配職の新田宮執印職並びに五代院院主職に補せられる。康友は鹿児島氏を称して初め鹿児島郡司並びに弁済使職。康友の子・康兼が2代目執印として、父の職を継いで執印氏を称した。　　
- 【寺社領之為領主而自鎌倉将軍家至室町将軍世々為御家人】

以来、執印氏は四八社家の統領として、明治時代に至るまで薩摩国一宮の新田宮宮司職を継承する。
3代目執印は、康兼の弟が国分寺沙汰職（留守職）並びに同所天満宮別当職に補任し、国分城（水引城）に居城して国分氏を称した国分友久の三男・康秀であり、3代目執印重兼と改めて跡を継いだ。
庶流は他に五代院院主職を譲られた五代氏がおり、子孫の五代友喜は島津義弘の家老を務めている。また、島津忠良七周忌の際に納戸衆を務めた平野氏、康友の子である友家が羽島（現・鹿児島県いちき串木野市羽島）・向田（現・同薩摩川内市向田）の辺りを与えられて号した羽島氏もある。

## 家系譜
1. 惟宗康友　（初代執印）　『頼朝公御袖判』・（新田宮執印并五大院々主職文書案・『北条時政下文案』・『北条時政御教書案』）
2. 執印 康兼　（康村・鹿児島大郎）中務允・鹿児島郡司・弁済使職・新田宮執印職。『関東御教書案』
3. 執印 重兼　（実国分右近将監友久三男・康秀）母自迎阿執印職相伝之譲状。『島津忠宗番役覆勘状』・『左衛門尉朝員奉書』
4. 執印 重友　（三郎）新田宮執印職・社領領主。永仁5年（1297年）11月11日父重兼譲状。
5. 執印 友郷　（孫三郎）新田宮執印職相伝・社領領主。友郷一期之領主。
6. 執印友雄　（又三郎・左衛門太夫）新田宮執印職。『後醍醐天皇綸旨』・『光明院口宣案』・『山田宗久請文案』・『足利尊氏御教書』・『執印友雄着到状』・『足利直義感状』・『尾張義冬書下』・『足利義詮御教書』・『一色直氏書下』・『一色範氏書下』・『島津師久書下』・『島津師久書状』・『島津貞久施行状』・『島津氏久安堵状』・『島津氏久契約状』。
7. 執印 友躬　（三郎）新田宮執印職・遠江守。『権執印妙慶代僧栄仙重申状』
8. 執印 友令　新田宮執印職・豊前守。応永20年（1413年）6月29日、父友躬譲状。『島津元久安堵状』・『島津久豊知行宛行状』
9. 執印 康令　（左衛門大夫）・新田宮執印職。
10. 執印 康秀　（三郎）・新田宮執印職。文安3年（1446年）12月13日父康令譲状。
11. 執印 友秀　（三郎）・新田宮執印職。
12. 執印 康隆　永正11年（1514年）頃襲新田宮執印職・遠江守。『島津氏家老連署書状』
13. 執印 康船　永禄7年（1564年）頃、襲新田宮執印職・遠江守。
14. 執印 清友　新田宮執印職・河内守。『島津氏家老連署書状』
15. 執印 友則　（本名：康国又改清友・亀千代丸・吉太・吉左衛門）水引郷星原船手船奉行・丹波守。
16. 執印 友春　新田宮執印職・丹波守。
17. 執印 友慶　（幼名塩熊・久左衛門）（友春の妹の子・日野資治の二男）新田宮執印職。『権執印外二名連署請文』
18. 執印 友幸　（初名実友・亀千代・久馬・久左ヱ門尉・丹下）新田宮執印職。新番。
19. 執印 友張　（久十郎・仁右衛門・吉太・丹下・遊翁）新田宮執印職。新番。
20. 執印 友為　（百平・休左衛門・久馬）新田宮執印職。新番。
21. 執印 友中　（釜之助・仁右衛門・丹下）新田宮執印職。新番。
22. 執印 友宗　（久四郎・吉太）新田宮執印職。新番。
23. 執印 友賢　（丑袈裟・吉左衛門）新田宮執印職。…と続く。

薩摩藩士としての家格は新番である。「鹿児島城下」・「水引郷麓及び湯田」・「高尾野郷」・「長島郷」・「鹿屋」などに執印家の分家が確認される。
戦後、1951年（昭和26年）に鹿児島県初の女性議員となり1992年（平成4年）まで議員として活躍した執印テルは高尾野郷執印。執印家文書7巻は新田神社文書として国の重要文化財に指定されている。

## 新田神社文書
「新田神社文書（124通）9巻1枚」の名称で国の重要文化財に指定されている（1983年（昭和58年）6月6日指定）。
内訳は、「執印氏関係文書7巻（92通）」・「権執印家文書写1巻（30通）」・「新田宮縁起1巻」・「秀吉の九州平定時に立てられた小西行長等連署制札1枚」。
新田八幡宮（新田神社）の社殿が承安3年（1173年）に焼失したため、それ以前の文書はほとんど焼滅し、現存する文書は永万元年（1165年） - 寛文3年（1663年）の間のもので、特に鎌倉南北朝期のものが多数を占め、鹿児島県の歴史を明らかにする重要資料である。権執印家文書も巻物にして15巻存在したが、1875年（明治8年）に鹿児島県の命令により県庁に提出していたが、2年後の西南戦争で焼失してしまい、1巻のみが現存している。
鎌倉時代初期以来、惟宗氏が執印に紀氏が権執印に就任世襲し、両氏はともに鎌倉御家人であった為、「社領関係文書のほか在地領主としての両氏の譲状」・「催促状」・「軍忠状」・「感状」などがあり、特に寛元元年（1243年）の「五代院主迎阿譲状」や、「蒙古襲来（元寇）に関連する祈祷の指令」・「異国警固番役に関する文書」・「足利尊氏御教書」・「足利直義の感状」・「百韻連歌懐紙」などは注目される。
連歌は中世に流行した文芸で、横浜市金沢の称名寺所蔵の懐紙が最古とされていたが、新田神社の懐紙は称名寺のものより、10年古い元応2年（1320年）と元亨3年（1323年）のもので、現存懐紙中最古のものであり、また禁制札は小西行長ら奉行4名の連署になるもので、神社境内における軍兵による乱妨・狼藉・放火を禁止した 豊臣秀吉の九州平定当時の制札である。

## 新田神社の諸職と社家
執印職
- 新田宮神職の筆頭にかかげられる職。「八幡宮」の印を司り、惟宗朝臣で代々、俗体（執印家）。

権・執印職
- 執印職の補佐役・石清水の裔・新田宮五大政所・同宮座主職、（紀氏系 権執印家）。

惣政所職
- 千儀・大検校。
- 千儀式
  - 神社に関する評議・取調べなどを司る職。社務大検校・容儀執職に同じ、剃髪妻帯。(川幡家）。

大検校職
- 神社の事務を総管する職で、社務権執印家に次ぐ。神供饗膳・殿上検校のことを司る。法衣：白袴。

以後は「検校職」・「三昧職」・「中宮職」・「貫主職」・「大宮司職」・「執行職」・「祝部職」・「惣内侍職」・「脇内侍職」・「雑司職」・「殿守職」・「御炊職」・「土器職」・「鍛冶職」・「大工職」・「桝取職」・「内陣」・「外陣」・「宮司職」・「供雑組」・「御かぎ職」・「御厨職」・「中陣」。　